# Phaulopsis semiconica
Phaulopsis semiconica är en akantusväxtart som beskrevs av P. G. Meyer. Phaulopsis semiconica ingår i släktet Phaulopsis och familjen akantusväxter. Inga underarter finns listade i Catalogue of Life.